# Причуда доктора Окса
«Причуда доктора Окса» (фр. Une fantaisie du Docteur Ox) — повесть французского писателя Жюля Верна.

## Сюжет
В город Кикандон западной Фландрии со своим помощником приезжает учёный-физиолог Окс. Как он говорил, цель его — полностью осветить город оксигидрическим газом, выделяемым из воздуха. Только никто не знал, правда ли это. Вскоре в мирном и никуда не торопящемся городе стали твориться странные вещи, переходящие в «эпидемию».

## История создания
Замысел повести был подсказан автору экспериментами, проводившимися в те годы французскими химиками и физиологами — они изучали воздействие кислорода на людей и животных.
Имена доктора Окса и его препаратора Игена вместе составляют слово «оксиген», что значит «кислород».
Впервые автор читал произведение в гостинице города Амьена (Hôtel de Ville d’Amiens) 20 февраля 1872 года

## Публикация
Первая публикация — в журнале «Musée des familles» в марте, апреле и мае 1872 года под названием «Рассказы. Причуда доктора Окса» (фр. Nouvelles. Une fantaisie du Docteur Ox), с иллюстрациями Улисса Парена (фр. Ulysse Parent) и А. де Бара (фр. A. de Bar).
27 апреля 1874 года повесть напечатана в первом издании сборника «Доктор Окс». В издании того же сборника 19 октября 1874 года повесть содержала 18 иллюстраций Лоренца Фрёлиха.